# Honey Don't!
Pour plus de détails, voir Fiche technique et Distribution.
Honey Don't! est un film américain réalisé par Ethan Coen et sorti en 2025. Il s'agit de son second long métrage réalisé en solo sans son frère Joel après Drive-Away Dolls.

## Synopsis
À Bakersfield en Californie, Honey O'Donahue, une détective privée, va côtoyer Drew, le chef d'une secte, et une femme très mystérieuse.

## Fiche technique
Sauf indication contraire, les informations mentionnées dans cette section peuvent être confirmées par la base de données cinématographiques IMDb,  présente dans la section « Liens externes ».
- Titre original : Honey Don't!
- Réalisation : Ethan Coen
- Scénario : Ethan Coen et Tricia Cooke
- Direction artistique : Julien Pougnier
- Costumes : Peggy Schnitzer
- Musique : Carter Burwell
- Photographie : Ari Wegner
- Production : Tim Bevan, Ethan Coen, Tricia Cooke, Eric Fellner et Robert Graf
- Sociétés de production : Focus Features et Working Title Films
- Distribution : Focus Features (États-Unis, Canada), Universal Pictures International France (France)
- Pays de production :  États-Unis
- Langue originale : anglais
- Format : couleur
- Genre : comédie noire, comédie policière thriller
- Durée : 90 minutes
- Dates de sortie : 
  - France : 24 mai 2025 (festival de Cannes - séance de minuit)
  - États-Unis : 22 août 2025 Date sujette à modification
  - France : 10 décembre 2025[2] Date sujette à modification

## Distribution
- Margaret Qualley : Honey O'Donahue
- Aubrey Plaza : M. G.
- Chris Evans : Drew
- Charlie Day : Marty Metakawitch
- Kristen Connolly : Heidi O'Donahue
- Billy Eichner : Mr. Siegfried
- Gabby Beans : Spider
- Talia Ryder : Corinne
- Lera Abova : Cher
- Lena Hall : Elle
- Don Swayze : Gary
- Josh Pafchek : Shuggie
- Kale Browne : Père de Honey
- Alexander Carstoiu : Mickie
- Christian Antidormi : Colligan

## Production

### Genèse et développement
Le 25 janvier 2024, Ethan Coen annonce que son prochain film en solo sera le deuxième volet d'une trilogie centrée sur des films lesbiens de série B après Drive-Away Dolls.

### Attribution des rôles
Dès l'annonce du projet, Margaret Qualley est engagée dans le rôle principal et est rejointe par Aubrey Plaza et Chris Evans.

### Tournage
Le tournage débute à Albuquerque au Nouveau-Mexique le 25 mars 2024 et doit durer jusqu'au 10 mai,.

## Sortie
En avril 2025, il est annoncé que le film sera présenté hors compétition en projection de minuit au festival de Cannes 2025, le 24 mai 2025,
La sortie dans les salles américaines est fixée au 22 août 2025.

## Distinctions

### Sélection
- Festival de Cannes 2025 : séances de minuit